# Mercado de Santa Clara

O Mercado de Santa Clara (Mercado Oriental), localizado no Campo de Santa Clara, em Lisboa,  foi dos primeiros de uma série de edificações comerciais em Portugal a utilizar dois tipos de materiais característicos na Europa na 2.ª metade do século XIX: o ferro e o vidro, aplicados na designada arquitectura do ferro. 

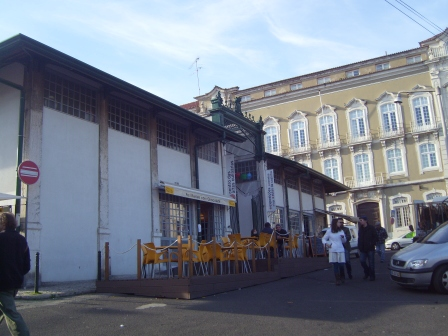
Entrada nascente do Mercado de Santa Clara.

O projecto, desenvolvido pelo arquitecto Emiliano Augusto de Bettencourt, funcionário do Ministério das Obras Públicas, foi aprovado em 22 de fevereiro de 1876.
O mercado foi inaugurado em 7 de outubro de 1877.
Situa-se numa área de 1250 m2, e está construído num plano inclinado, por conveniência estrutural e para facilitar o escoamento das águas.

O edifício é constituído por uma nave central e, em corpo separado, as lojas. Os portões principais situam-se a nascente e a poente. 

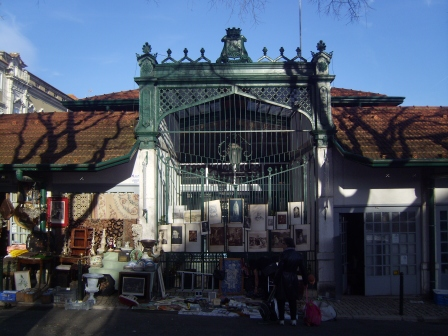
Entrada poente do Mercado de Santa Clara, em dia de Feira da Ladra.

Foi construído pela empresa Companhia de Mercados e Edificações Urbanas, criada para a construção de mercados, e que teve a concessão por um período de 50 anos, após o qual passou para a posse da Câmara Municipal de Lisboa.
Destinava-se à venda de produtos alimentares frescos, e representou um grande progresso em matéria de condições de higiene e limpeza. 
Actualmente este espaço está disponível para a realização de eventos ligados às criativas de Lisboa.
As lojas laterais destinam-se à venda de artesanato, antiguidades e velharias, existindo ainda alguns espaços de restauração.
O mercado está enquadrado por edifícios monumentais como as Igrejas de S. Vicente de Fora e de Santa Engrácia (Panteão Nacional) e o Hospital da Marinha.
Em redor do edifício realiza-se a Feira da Ladra, a mais antiga de Lisboa, às terças-feiras e sábados.